# Transformation (matematik)
En transformation är en operation på en funktion eller vektor som ger en annan funktion eller vektor som resultat. En bestämd transformationsregel kallas transform.
Se även linjär transformation.

## Några typer av funktionstransformation
- Laplace-transform
- Fourier-transform
- Z-transform